# Cheirolepis
 Cheirolepis  ist ein Knochenfisch aus dem Mitteldevon. Die ersten fossilen Überreste dieser Gattung wurden im Old-Red-Sandstein in Schottland gefunden, weitere Fossilien stammen aus Kanada. Cheirolepis ist der erste gut bekannte Strahlenflosser und wahrscheinlich die primitive Schwestergruppe aller anderen bekannten Strahlenflosser. Frühere Angehörige der Klasse sind nur aus dem späten Silur in Form einzelner Schuppen überliefert.

## Merkmale
Cheirolepis wurde etwa 25 Zentimeter lang. Sein Körper war schlank und war von kleinen, rhombischen, sich überlappenden Schuppen bedeckt. Die Schuppen verliefen in geschwungenen Diagonalreihen schräg nach hinten unten. Sie bestanden aus Knochen, Dentin und einer schmelzartigen Substanz auf der Außenseite (Ganoidschuppen). Die Schwanzflosse war deutlich heterozerk, allerdings war der untere Schwanzflossenlappen vergrößert. Die Oberkante des Schwanzes war von vergrößerten Kielschuppen verstärkt. Rücken- und Afterflosse waren groß und dreieckig.
Der Schädel war groß und schwer, Hirnschädel und Gaumen waren verknöchert. Der Schädel wurde von dünnen Dermalknochen umhüllt. Die großen Augenhöhlen sitzen weit vorne. Das Maul war groß und mit unregelmäßig verteilten spitzen Zähnen besetzt. Die Kieferränder werden vom Maxillare und Zwischenkieferbein (Prämaxillare) im Oberkiefer und Dentale im Unterkiefer gebildet, Knochen, die auch bei allen späteren Wirbeltieren die wichtigsten zahntragenden Knochen sind. Die Hinterkante des Schädel ist mit der Kiemenregion und dem Schultergürtel verbunden. Da der Schädel stark beweglich war, konnten die Kiefer sehr weit geöffnet werden.

## Lebensweise
Cheirolepis war ein Raubfisch, der schnell schwimmen konnte und sich beim Beutefang wahrscheinlich mit den Augen orientierte. Der große, sehr bewegliche Kiefer erlaubte es ihm Beute zu fressen, die 2/3 der eigenen Körperlänge erreichte. In der Magenregion von Cheirolepis wurden Überreste von Stachelhaien (Acanthodii) und des Lungenfisches Dipterus gefunden. Möglicherweise fraßen sie auch kleine Placodermi, die sie mit ihren scharfen Zähnen zwar nicht zerbeißen, mit stumpfen Gaumenzähnen aber womöglich zerquetschen konnten.